# New York World Building
Il New York World Building era un grattacielo newyorkese di proprietà del giornale New York World. Nel XIX secolo i giornali iniziarono a costruirsi dei grattacieli come sede, il cui più alto risultò di proprietà della New York World e talvolta prendeva il nome Pulitzer Building da Joseph Pulitzer, che lo commissionò (il suo ufficio si trovava al secondo piano della cupola). Alla sua costruzione risultò l'edificio più alto dello skyline e il primo a superare la Trinity Church, ma venne demolito nel 1955 per fare spazio ad una rampa del Brooklyn Bridge.

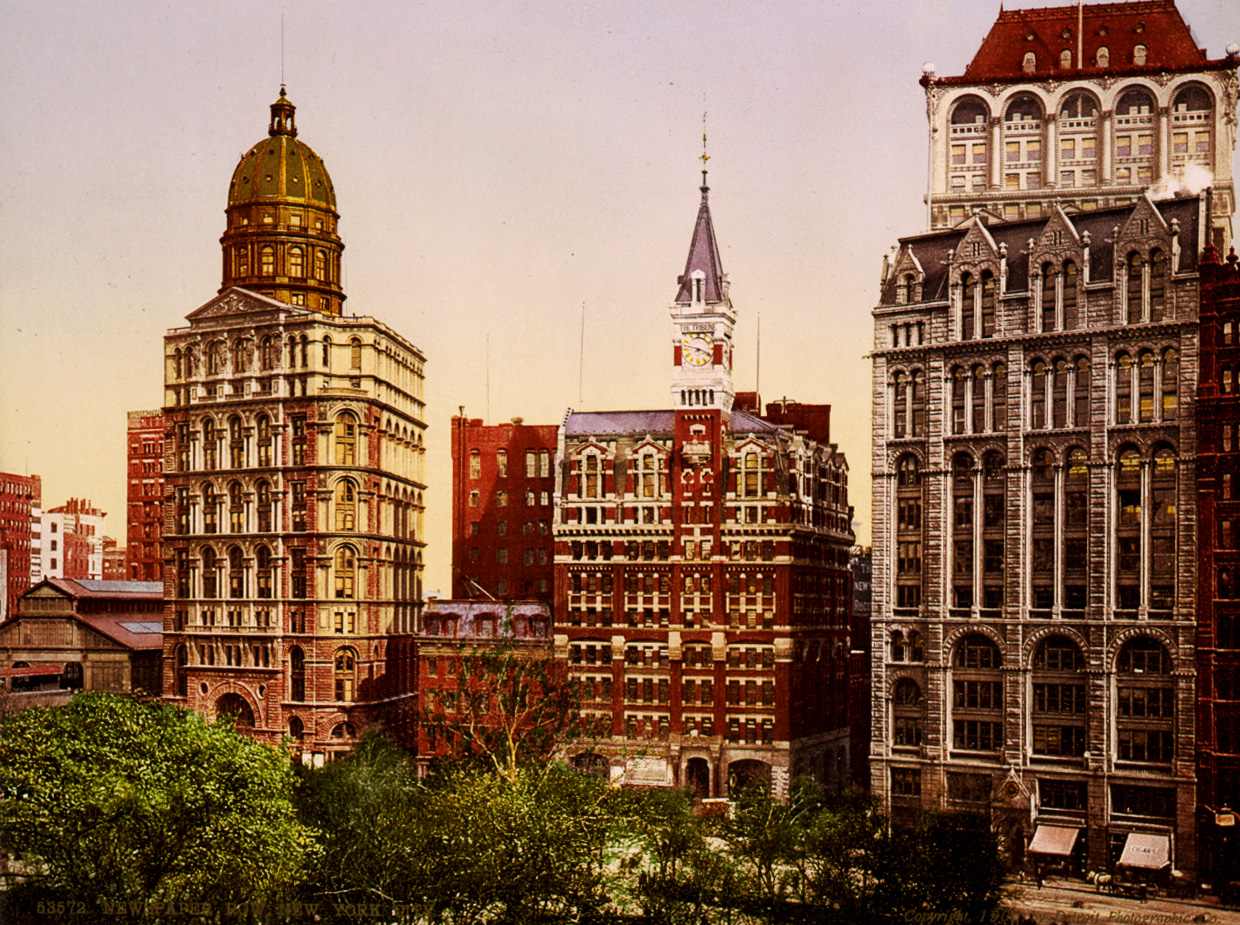
Il New York World Building a sinistra intorno al 1900